# Хамунаптра
Хамунаптра е едновременно измислен град в Египет около който се развива действието на филма "Мумията" и действителен град в Индия.

## Във филма
Във филма градът Тива е наричан „Градът на живите“, докато Хамунаптра е „Градът на мъртвите“. Според легендата там са били погребвани синовете на фараоните и са се пазели богатствата на Египет.